# محمد شریفی (بازیکن فوتبال)
محمد شریفی (زادهٔ ۲ فروردین ۱۳۷۹) بازیکن فوتبال اهل ایران است که در پست هافبک برای باشگاه فوتبال استقلال خوزستان بازی می‌کند.

## جوانان و فوتبال پایه
محمد شریفی فوتبال خود را از شاهین بوشهر آغاز کرد.

## دوران باشگاهی

### استقلال خوزستان
وی در ۱۷ آذر ۱۳۹۵ با ورود به زمین در دقیقه ۸۰ دیدار استقلال خوزستان و سیاه‌جامگان با ۱۶ سال و ۲۲۹ روز، رکورد پیشین جوان‌ترین بازیکن لیگ برتر ایران، که از آن سعید عزت‌اللهی بود را شکست.

### سایپا
در ۳۱ تیر ۱۳۹۸، شریفی با قراردادی به سایپا پیوست.

### پرسپولیس
در ۱۰ آبان ۱۳۹۹ شریفی با قراردادی ۲ ساله به تیم پرسپولیس پیوست. در خرداد ۱۴۰۰، او با پرسپولیس توانست قهرمان سوپر جام فوتبال ایران ۱۳۹۹ شود.او نخستین گل خود با پیراهن پرسپولیس را در بازی با ویستاتوربین در دقیقه ۶۳ در جام حذفی فوتبال ایران به ثمر رساند.

### نساجی مازندران
شریفی در تاریخ ۵ تیر ۱۴۰۱ با عقد قراردادی یکساله به باشگاه فوتبال نساجی مازندران پیوست.

## آمار باشگاهی
تا تاریخ ۱۵ دی ۱۴۰۱
| باشگاه                | دسته                  | فصل                   | لیگ برتر | لیگ برتر | جام حذفی | جام حذفی | آسیا | آسیا | سوپر جام | سوپر جام | مجموع | مجموع |
| باشگاه                | دسته                  | فصل                   | بازی     | گل       | بازی     | گل       | بازی | گل   | بازی     | گل       | بازی  | گل    |
| --------------------- | --------------------- | --------------------- | -------- | -------- | -------- | -------- | ---- | ---- | -------- | -------- | ----- | ----- |
| استقلال خوزستان       | لیگ برتر              | ۹۶–۱۳۹۵               | ۳        | ۰        | ۰        | ۰        | ۲    | ۰    | ۰        | ۰        | ۵     | ۰     |
| استقلال خوزستان       | لیگ برتر              | ۹۷–۱۳۹۶               | ۹        | ۰        | ۰        | ۰        | ۰    | ۰    | ۰        | ۰        | ۹     | ۰     |
| استقلال خوزستان       | لیگ برتر              | ۹۸–۱۳۹۷               | ۲۵       | ۰        | ۰        | ۰        | ۰    | ۰    | ۰        | ۰        | ۲۵    | ۰     |
| مجموع استقلال خوزستان | مجموع استقلال خوزستان | مجموع استقلال خوزستان | ۳۷       | ۰        | ۰        | ۰        | ۲    | ۰    | ۰        | ۰        | ۳۹    | ۰     |
| سایپا                 | لیگ برتر              | ۹۷–۱۳۹۶               | ۰        | ۰        | ۰        | ۰        | ۰    | ۰    | ۰        | ۰        | ۰     | ۰     |
| سایپا                 | لیگ برتر              | ۹۹–۱۳۹۸               | ۹        | ۰        | ۲        | ۰        | ۰    | ۰    | ۰        | ۰        | ۱۱    | ۰     |
| مجموع ساپیا           | مجموع ساپیا           | مجموع ساپیا           | ۹        | ۰        | ۲        | ۰        | ۰    | ۰    | ۰        | ۰        | ۱۱    | ۰     |
| پرسپولیس              | لیگ برتر              | ۰۰–۱۳۹۹               | ۳        | ۰        | ۳        | ۰        | ۲    | ۰    | ۰        | ۰        | ۸     | ۰     |
| پرسپولیس              | لیگ برتر              | ۰۱–۱۴۰۰               | ۸        | ۰        | ۱        | ۱        | ۱    | ۰    | ۰        | ۰        | ۱۰    | ۱     |
| مجموع پرسپولیس        | مجموع پرسپولیس        | مجموع پرسپولیس        | ۱۱       | ۰        | ۴        | ۱        | ۳    | ۰    | ۰        | ۰        | ۱۸    | ۱     |
| نساجی مازندران        | لیگ برتر              | ۰۲–۱۴۰۱               | ۱۵       | ۱        | ۰        | ۰        | ۰    | ۰    | ۱        | ۰        | ۱۶    | ۱     |
| مجموع نساجی           | مجموع نساجی           | مجموع نساجی           | ۱۵       | ۱        | ۰        | ۰        | ۰    | ۰    | ۱        | ۰        | ۱۶    | ۱     |
| مجموع آمار            | مجموع آمار            | مجموع آمار            | ۷۲       | ۱        | ۶        | ۱        | ۵    | ۰    | ۱        | ۰        | ۸۴    | ۲     |

## افتخارات

### باشگاهی

#### پرسپولیس
- لیگ برتر خلیج فارس
  - قهرمان(۱): ۱۴۰۰–۱۳۹۹
  - نائب قهرمان(۱): ۰۱–۱۴۰۰
- سوپر جام ایران
  - قهرمان(۱): ۱۳۹۹
  - نائب قهرمان(۱): ۱۴۰۰
- لیگ قهرمانان آسیا
  - نائب قهرمان(۱): ۲۰۲۰

### ملی
جوانان ایران
- قهرمانی زیر ۲۱ سال آسیا نایب‌قهرمانی (۱): ۲۰۱۴ اندونزی[۷]